# Downs-Thomson-Paradoxon
Das Downs-Thomson Paradoxon (benannt nach Anthony Downs und John Michael Thomson) besagt, dass die durchschnittliche Geschwindigkeit des Autoverkehrs auf einem Straßennetz durch die durchschnittliche Tür-zu-Tür-Geschwindigkeit von gleichwertigen Fahrten mit öffentlichen Verkehrsmitteln bestimmt wird.
Es ist insofern paradox, als dass Verbesserungen im Straßennetz die Staubildung nicht verringern. Verbesserungen im Straßennetz können die Verkehrsüberlastung noch verstärken, wenn die Verbesserungen den öffentlichen Verkehr beeinträchtigen oder Investitionen vom öffentlichen Verkehrssystem abgezogen werden.
Statt des öffentlichen Personenverkehrs kann auch der Radverkehr als Vergleichsgröße herangezogen werden, wie es zum Beispiel in vielen niederländischen Städten der Fall ist.

## Folgen
Die allgemeine Schlussfolgerung ist, wenn das Paradoxon zutrifft, dass der Ausbau eines Straßensystems als Abhilfe gegen Staus ineffektiv und oft sogar kontraproduktiv ist.
Ein Artikel von Dietrich Braess aus dem Jahr 1968 wies auf die Existenz des kontraintuitiven Vorkommens in Netzwerken hin: Nach dem Braess-Paradoxon kann das Hinzufügen zusätzlicher Kapazität zu einem Netzwerk in einigen Fällen die Gesamtleistung des Verkehrssystems verringern, wenn die sich bewegenden Einheiten eigennützig ihre Route wählen.
Es besteht Interesse an der Untersuchung dieses Phänomens, da es sowohl in Computernetzwerken als auch in Verkehrsnetzen auftreten kann. Die Vergrößerung des Netzes ist durch ein ähnliches Verhalten der Benutzer gekennzeichnet wie das von Reisenden in Verkehrsnetzen, die unabhängig und dezentral bei der Wahl der optimalen Route zwischen Ausgangs- und Zielort agieren. Dies ist eine Erweiterung der Theorie der induzierten Nachfrage und steht im Einklang mit Downs’ Theorie der „dreifachen Konvergenz“ von 1992, die aufgestellt wurde, um die Probleme bei der Beseitigung von Staus auf Autobahnen zu Spitzenzeiten zu erklären. Als Reaktion auf eine Kapazitätserweiterung treten drei unmittelbare Auswirkungen auf:
- Autofahrer, die alternative Routen nutzen, beginnen, die erweiterte Autobahn zu benutzen
- diejenigen, die zuvor außerhalb der Hauptverkehrszeit unterwegs waren (entweder unmittelbar vor oder nach der Verkehrsspitze), verlagern sich auf die Hauptverkehrszeit
- ÖPNV-Nutzer wechseln auf das Auto

„Die durchschnittliche Geschwindigkeit, mit der die Benutzer von Privatfahrzeugen (PKWs) ihre Ziele erreichen, hängt direkt von der Geschwindigkeit ab, mit der Benutzer des öffentlichen Personenverkehrs ihre Ziele erreichen.“

## Einschränkung der Gültigkeit
Laut Downs gilt der Zusammenhang zwischen den Durchschnittsgeschwindigkeiten im ÖPNV und im Individualverkehr nur „in Regionen, in denen der überwiegende Teil des Pendelns zur Hauptverkehrszeit über unabhängig trassierte Bahnsysteme erfolgt. Das Zentrum Londons ist ein Beispiel dafür, da im Jahr 2001 etwa 85 Prozent aller morgendlichen Pendler zur Hauptverkehrszeit in diesem Gebiet den öffentlichen Nahverkehr nutzten (davon 77 Prozent auf unabhängigen Trassen) und nur 11 Prozent das private Auto. Wenn das Gleichgewicht zwischen dem U-Bahn-System und den Hauptverkehrsstraßen zur Hauptverkehrszeit erreicht ist, dann ist die benötigte Reisezeit für eine Fahrt mit beiden Verkehrsmitteln ungefähr gleich.“